# Хуторная, Елизавета Алексеевна
Елизавета Алексеевна Хуторная (настоящая фамилия Островерхова; 11 июня 1886, с. Износково, Курская губерния — 8 января 1980) — советская драматическая актриса преимущественно характерных ролей. Заслуженная артистка УССР (1951).

## Творческая карьера
В молодости принимала участие в Нежинском любительском драмкружке, которым руководила Мария Заньковецкая.
В 1906—1919 году — в Театре М. Садовского в Киеве, затем в театрах Ромнов, Винницы, Одессы (1925), Николаева (Левобережная украинская держдрама, 1930), Полтавы (Музыкально-драматический театр имени Николая Гоголя, 1936), во время войны — на Кавказе, далее в Ужгороде (1945) и в Запорожском (до 1944 — Житомирском) музыкально-драматическом театре им. М.Щорса (1942—1957).
О юной Елизавете Хуторной, которая работала в Театре Садовского, София Тобилевич вспоминала следующее: «Выгодно отличалась среди младших артисток Лиза Хуторная. Я очень ее полюбила за кроткий нрав и за любовь к театру и ко всему, что было украшением жизни — книг, музыки, пения и прочее. Всегда выдержана в своих отношениях с товарищами, она мне напоминала Любовь Павловну Линицкую. Они обе отражались некими общими духовными чертами. Главнейшие из них были благородство и честность.»

## Лучшие роли
- Василиса («Суета» И. Карпенко-Карого)
- Хвеська («Две семьи» Кропивницкого)
- Зинько («Лесной цветок» Л. Яновской)
- Долорес («Каменный властелин» Леси Украинки)
- Анна Андреевна («Ревизор» Н. Гоголя)
- Сірчиха («За двумя зайцами» Садовского)
- Арина («Зимний вечер» Н. Старицкого)
- Елена («На первые шишки» С. Васильченко)
- Мария («Над Днепром» И. Карпенко-Карого)

Снималась в кинофильме «Радуга» (1944).